# Echinositus
Echinositus is een geslacht van kreeftachtigen uit de klasse van de Ostracoda (mosselkreeftjes).

## Soort
- Echinositus strongylocentroti Schornikov, 1973